# Treasure Island (Computerspiel)
Treasure Island ist ein Computerspiel der US-amerikanischen Firma Windham Classics aus dem Jahre 1985. Es gehört zum Genre der Textadventures mit Grafiken und basiert auf dem Roman Die Schatzinsel von Robert Louis Stevenson.

## Handlung
In der Handlung im Stil eines Abenteuerromans übernimmt der Spieler die Rolle des jungen Jim Hawkins, der in der Nähe der englischen Stadt Bristol im Gasthaus seiner Eltern arbeitet. Einer der Gäste, Captain Billy Bones, erzählt Jim auf dem Sterbebett von dem Schatz des berühmten Piraten Captain Flint, der auf einer Insel versteckt ist. Zusammen mit seinen Gefährten Dr. Livesey und John Trelawney bricht Jim zu der Insel auf, um den Schatz zu finden. Um das Spielziel zu erreichen, muss er mehrere Rätsel lösen und Gegnern wie Long John Silver entkommen.

## Spielprinzip
Treasure Island ist ein Textadventure, das heißt, Umgebung und Geschehnisse werden als Bildschirmtext aus- und die Handlungen des Spielers ebenfalls als Text über die Tastatur eingegeben und von einem Parser abgearbeitet. Die oberen 40 % des Bildschirms sind dabei für zweidimensionale Grafiken reserviert, die die Textbeschreibungen illustrieren; der untere Teil des Bildschirms dient der textlichen Darstellung des Geschehens und der Befehlseingabe.

## Entwicklungs- und Produktionsdetails
Die Umsetzung erfolgte für die Plattformen C 64, Atari ST, MSX2, DOS und Apple II. Entwickelt wurde Treasure Island von Byron Preiss und seiner Firma Byron Preiss Video Productions. Die Texte wurden von Ann Weil und Lee Jackson geschrieben, die Grafiken stammten von John Pierard. Das Spiel wendet sich an eine jüngere Zielgruppe (ab 10 Jahre) und orientiert sich eng an der Romanvorlage Die Schatzinsel von Robert Louis Stevenson. Anders als der Roman ist das Spiel allerdings nicht aus der Ich-Perspektive erzählt.
Eine spanische Version des Adventures wurde unter dem Titel La Isla Del Tesoro veröffentlicht.

## Rezeption
In einer englischen Rezension aus den 1980er-Jahren wurde Treasure Island einerseits als für erwachsene Spieler zu leicht, andererseits als gut spielbar für Kinder und Jugendliche bezeichnet. Die Rätsel seien logisch und nicht schwer zu lösen. Nützlich seien die eingeblendeten Hinweise zum Spielvokabular ("The ´Word Window´vocabulary feature is very helpful").
In den 2000er-Jahren wurde das Spielprinzip des Windham-Classics-Adventures Treasure Island in einer Untersuchung zur Geschichte und Theorie des Computerspiels mit den Literaturadaptionen von Telarium, einer anderen Tochterfirma von Spinnaker Software, verglichen ("IFgame in the Telarium mode"). Eine weitere Untersuchung behandelte unter anderem die historische Entwicklung des Spielprinzips in Adventures. Dort wurde festgestellt, dass in der Übergangsphase von Textadventures zu Grafikadventures spezifische Spielercharaktere mit entsprechenden Grafik-Abbildungen üblich wurden. Als Beispiel wurde auch der Charakter der Spielerfigur Jim Hawkins in Treasure Island genannt. Die grafische Darstellung der Spielerfigur sollte die Identifikation des Spielers mit der Spielhandlung erleichtern ("providing a visual point of view helped to construct a specific identy to the player character, which the player had to re-enact").